# Château d'Odratzheim
Le château d'Odratzheim est un monument historique situé à Odratzheim, dans le département français du Bas-Rhin.

## Localisation
Ce bâtiment est situé au 10, rue du Château à Odratzheim.

## Historique
L'édifice fait l'objet d'une inscription au titre des monuments historiques depuis 1940.